# Distretto di Mueang Buriram
Il distretto di Mueang Buriram (in thailandese: เมืองบุรีรัมย) è un distretto (amphoe) della Thailandia, situato nella provincia di Buriram, della quale è il capoluogo.